# Окраина (производитель мясной гастрономии)
«Окраина» — российская компания, производитель мясной гастрономии; штаб-квартира — в Москве, мясокомбинат расположен в Ногинском районе (МПЗ «Богородский»). Предприятие пущено в 2006 году. С целью снижения зависимости от розничных операторов с 2010-х годов развивает франчайзинговую торговую сеть, с 2015 года — продаёт готовую продукцию конечным потребителям через онлайн-магазин.